# Галогенна лампа

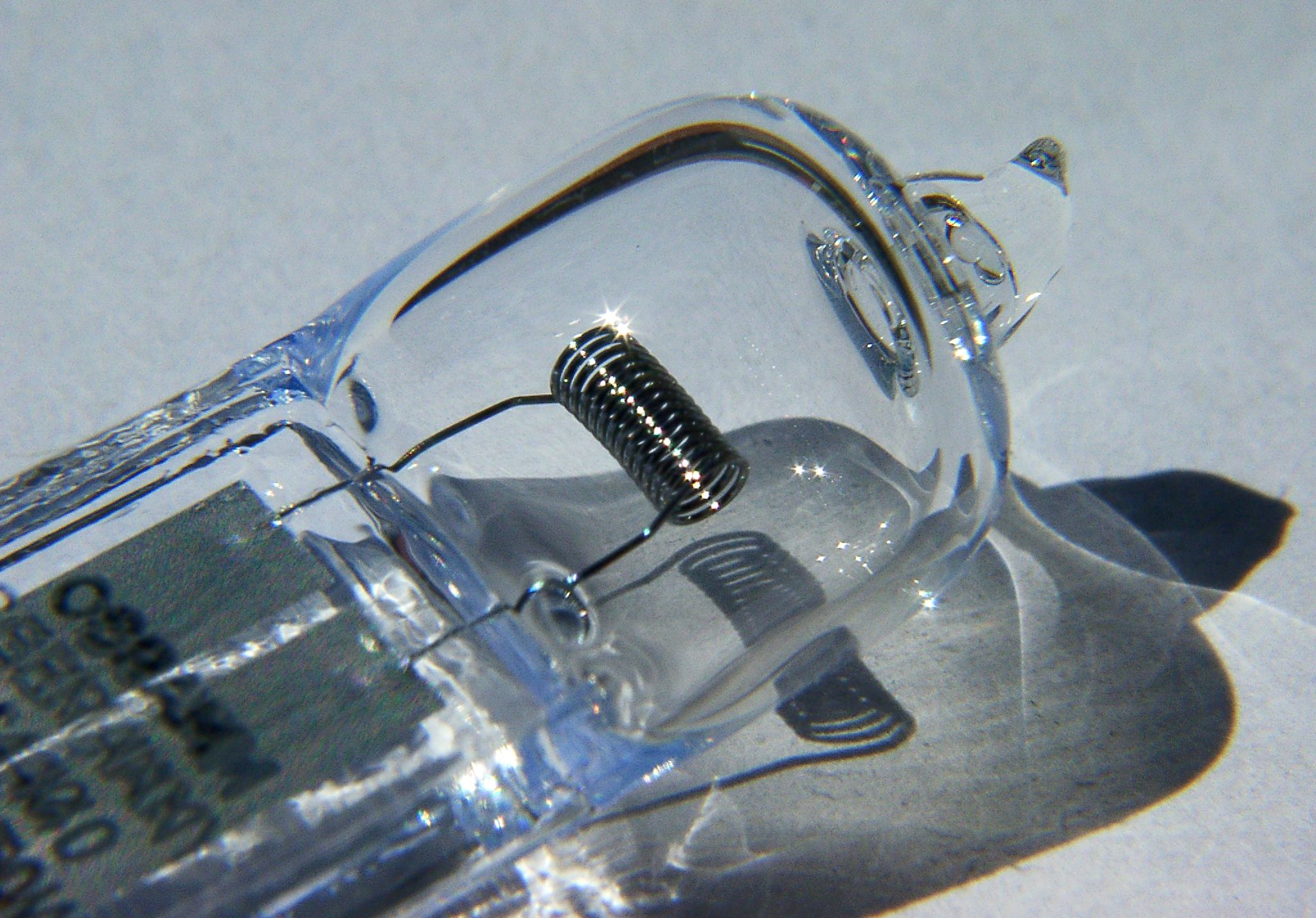
Галогенна лампа

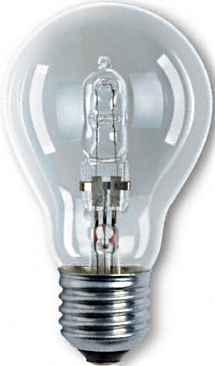
Галогенна лампа розжарення з цоколем E27 і подвійною колбою

Галогенна лампа — лампа розжарення, в балон якої додано буферний газ: пару галогенів (брому або йоду). Це підвищує тривалість життя лампи до 2000–4000 годин, і дозволяє підвищити температуру спіралі. При цьому робоча температура спіралі становить приблизно 3000 К. Світлова віддача галогенних ламп за масового виробництва, на січень 2012 досягає 15–22 лм/Вт.

## Принцип дії
Електричний струм, який проходить крізь тіло розжарення (зазвичай, вольфрамову спіраль), нагріває його до високої температури. Нагріваючись, тіло розжарення починає світитися. Однак через високу робочу температуру атоми вольфраму випаровуються з поверхні тіла розжарення (вольфрамової спіралі) й осідають (конденсуються) на холодніших за спіраль поверхнях колби, обмежуючи цим термін служби лампи.
У галогенній лампі йод, що оточує тіло розжарення (разом із залишковим киснем), вступає в хімічну взаємодію з випаровуваними атомами вольфраму, перешкоджаючи осіданню останніх на колбі. Цей процес є зворотнім — за високих температур біля тіла розжарення утворені хімічні сполуки розпадаються на складові речовини. Таким чином, атоми вольфраму вивільняються або на самій спіралі, або поблизу неї. У результаті цього атоми вольфраму повертаються на тіло розжарення, що дозволяє підвищити робочу температуру спіралі (для отримання яскравішого світла), продовжити термін служби лампи, а також зменшити габарити у порівнянні зі звичайними лампами розжарення тієї ж потужності.
Галогенні лампи однаково добре працюють на змінному та постійному струмі. У разі застосування плавного увімкнення термін служби може бути підвищений до 8000-12 000 годин.

## Переваги та недоліки
Додавання галогенів запобігає осіданню вольфраму на склі за умови, що температура скла перевищує 250 °C. Через відсутність почорніння колби галогенні лампи можна виготовляти дуже компактними. Менший обсяг колби дозволяє, з одного боку, використовувати більший робочий тиск (що призводить до додаткового зменшення швидкості випаровування нитки) і, з іншого боку, без істотного збільшення вартості, заповнювати колбу важкими інертними газами, що веде до зменшення втрат енергії за рахунок теплопровідності. Все це подовжує тривалість служби галогенних ламп і підвищує їхню ефективність.

### Передача кольорів
Галогенні лампи забезпечують дуже добре відтворення кольорів (Ra 99–100), оскільки їхній безперервний спектр близький до спектру абсолютно чорного тіла з температурою 2800-3000 K, тобто такі лампи мають колірну температуру 2800–3000 К. Світло цих ламп підкреслює теплі тони, хоча і меншою мірою ніж світло звичайних ламп розжарення.

### Ризики для здоров'я
Нещодавні дослідження показали, що значна частина ультрафіолетової радіації від вольфрамових галогенних ламп випромінюється в UVC діапазоні, який є особливо шкідливим.

## Застосування
Хоча галогенні лампи не досягають ефективності люмінесцентних  і тим більше – світлодіодних ламп, їхня перевага полягає в тому, що вони можуть бути використані як пряма заміна звичайним лампам розжарення, наприклад, з димерами і з вимикачами з підсвічуванням («з вогником»).
Галогенні лампи також активно використовуються в аеродромних вогнях, автомобільних фарах завдяки їхній підвищеній світловіддачі, довговічності, стійкості до коливань напруги, низької температури та двигтіння (під час руху транспорту чи зльоту/посадки літаків), малим розмірам колби. У ранніх моделях пласких телевізорів такі лампи використовувалися для внутрішнього підсвічування, відтак їх замінили люмінесцентні, а найсучасніші телевізори та монітори мають світлодіодне підсвічування.
Потужні галогенні лампи використовуються у прожекторах, рампах, а також для освітлення під час фото- , кіно- та відеознімання, в кінопроекційній апаратурі.
Галогенні лампи з невеликою температурою тіла розжарення є джерелами інфрачервоного випромінювання та використовуються як нагрівальні елементи, наприклад, в електроплитах [джерело не вказано 743 дні], мікрохвильовках (гриль), паяльниках (спайка ІЧ-випромінюванням термопластів).

## Виконання

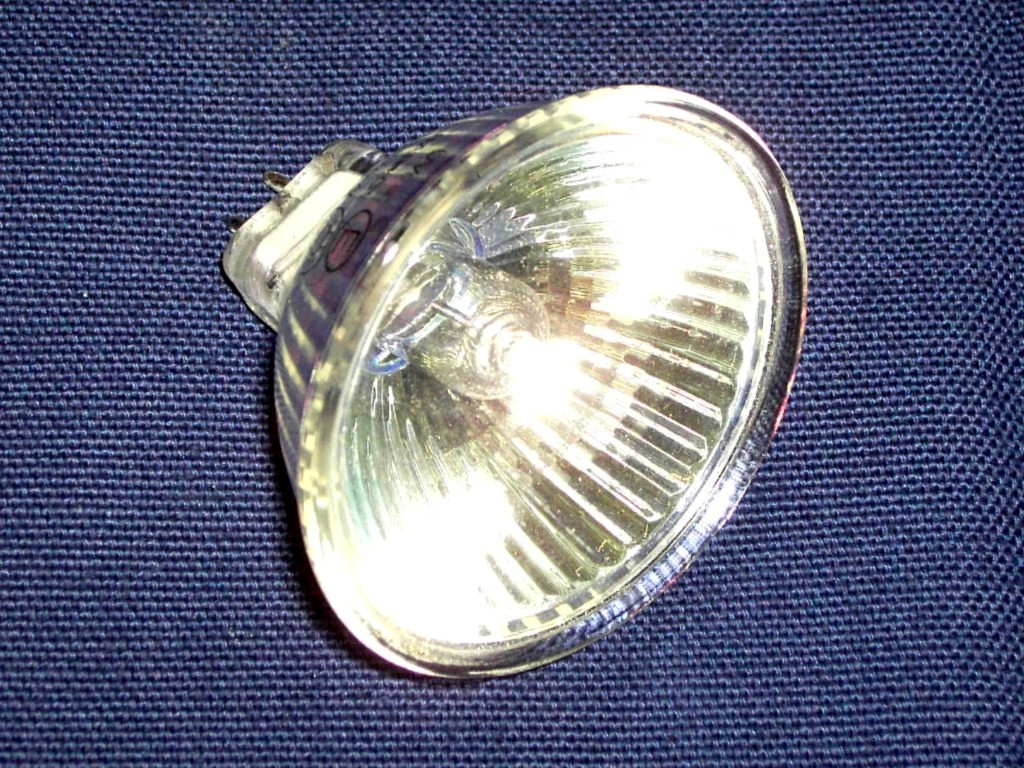
Лампа типорозміру MR16

Галогенні лампи може бути виготовлено як у компактних типорозмірах MR16, MR11 з цоколем GU 5.3, G4, GY 6.35 (на 12 вольт) або G9, GU10 (на 220 або 110 вольт), так і з цоколем Едісона Е14 або Е27 (на 220 або 110 вольт), лінійних з цоколем R7 різної довжини (L = 78 мм, L = 118 мм та ін.) Колба ламп може бути прозорою, матовою, а також мати рефлектор і/або розсіювач.
Лампи типорозмірів MR призначено для транспортних засобів (автомобілі, мотоцикли, велосипеди), а також, за підключення через трансформатор, може бути використано для стаціонарного освітлення («точкове освітлення», компактні світильники) від побутової мережі.
Лампи типорозміру GU використовуються для стаціонарного освітлення аналогічно лампам MR, на відміну від останніх не вимагають трансформатора. Визначити тип лампи (MR або GU) встановлений в світильнику або світловий «точці», не виймаючи лампу, достатньо легко, необхідно простежити зміну яскравості лампи під час вмикання та вимикання: лампа GU засвічується і гасне практично миттєво, а лампа MR — повільніше, тобто має певну інерцію (приблизно 1/2 секунди).
Лампи з цоколем Е14 (міньйон) або Е27 (стандарт) призначено для заміни звичайних ламп розжарення. Вони забезпечені додатковою зовнішньою колбою (за формою і розмірами нагадує колбу звичайних ламп розжарення), яка захищає внутрішню кварцову колбу від забруднень, випадкових дотиків і контакту з легкоплавкими матеріалами.

## Особливості експлуатації
Галогенні лампи дуже чутливі до жирових забруднень, тому не можна торкатися їхньої внутрішньої колби навіть чисто вимитими руками. Зважаючи на високу температуру колби, будь-які забруднення поверхні (наприклад, відбитки пальців) швидко згоряють у процесі роботи, залишаючи почорніння. Поглинання світла почорнілою ділянкою призводить до локальних підвищень температури колби, які можуть послужити причиною її руйнування. Саме тому – через високу температуру – колби виготовляють із кварцового скла. Під час їх встановлення потрібно тримати колбу лампи чистою серветкою (або чистими рукавичками), а за випадкового доторкання – ретельно протерти колбу тканиною, яка не залишає волокон (наприклад, мікрофіброю) зі спиртом.
Оскільки колба галогенної лампи розігрівається до пожежонебезпечних температур, то її слід монтувати так, щоб надалі повністю виключити будь-яку можливість торкання її з розташованими поблизу предметами і матеріалами, а тим більше людським тілом.
У разі використання галогенної лампи з димером (регулятором яскравості) треба час від часу вмикати лампу на повну потужність, щоб випарувати осад йодиду вольфраму, який накопичився на внутрішній частині колби.

## IRC-галогенні лампи[2]
Новим напрямком розвитку ламп є так звані IRC-галогенні лампи (англ. infra-red coating, IRC означає «інфрачервоне покриття»). На колбу таких ламп наноситься спеціальне покриття, яке пропускає видиме світло, але затримує інфрачервоне (теплове) випромінювання і віддзеркалює його у зворотному напрямку, до спіралі. За рахунок цього зменшуються втрати тепла і, як наслідок, збільшується ефективність лампи. За даними фірми OSRAM, споживання енергії знижується на 45 %, а тривалість служби подвоюється (у порівнянні зі звичайною галогенною лампою).